# Jármy József
jármi és szolnoki Jármy József (Eperjeske, 1863. december 1. – Abapuszta, 1926. november 27.) magyar katonatiszt, földbirtokos, nemzetgyűlési képviselő.

## Élete
1863-ban született a régi Jármy család szolnoki ágából a Szabolcs megyei Eperjeskén, Jármy Ferenc és Ambrózy Etelka bárónő legnagyobb fiaként. Apja nagybirtokos volt, akitől abapusztai birtokát örökölte. Középiskoláinak elvégzése után mint egyévi önkéntes a 15. huszárezrednél szolgált. Önkéntesi éve után aktiváltatta magát s öt évig a bécsi Radetzky-huszárezrednél szolgált főhadnagyi rangban, majd több huszárezredben teljesített szolgálatot. Az 1892-ben rendezett Bécs–Berlin távlovagló-versenyben a Monarchia részéről részt vett, és 150 tiszt közül 26-ik lett 88 órás idővel (az utolsó 17 órában 207 km-t tett meg). 1902-ben nyugdíjaztatta magát s átvette az abapusztai középbirtokot, ahol a későbbiekben intenzív gazdálkodást folytatott. Szőlőtelepe egyike volt az ország legnagyobbjainak. 
Az első világháborúban bevonult katonának s előbb címzetes, majd tényleges őrnagy lett. Az 1920-as tiszántúli választások alkalmával pártonkívüli programmal képviselővé választották a nagykállói kerületből. A nemzetgyűlésben a könyvtári és összeférhetetlenségi állandó bizottság tagja lett. Tagja volt Szabolcs megye törvényhatósági bizottságának is. 1922-ben kikerült a nemzetgyűlésből, helyére Nánássy Andort, a Szabolcsmegyei Takarékpénztár Részvénytársaság igazgatóját választották meg. Ezután Abapusztán gazdálkodott haláláig.

## Családja
Első felesége Sainte-Marie Karola Mária Auguszta bárónő (Budapest, 1871. június 2. - Graz, 1936. szeptember 9.) volt, akitől két fia született. 1902-ben váltak el, majd Jármy feleségül vette Raisz Margitot (1877-?), aki Raisz Aladárnak, Szepes vármegye alispánjának volt a lánya. Tőle két lánya született.

## Emlékezete
Balkány városrésze, Jármy tanya az ő nevét viseli.